# Dlouhé
Dlouhé là một làng thuộc huyện Žďár nad Sázavou, vùng Vysočina, Cộng hòa Séc.